# Hapur (Indie)
Hapur (hindi हापुड़) – miasto w północnych Indiach w stanie Uttar Pradesh, na Nizinie Hindustańskiej.
Populacja miasta w 2001 roku wynosiła 211 987 mieszkańców.
Do 28 sierpnia 2011 roku Hapur znajdował się w dystrykcie Ghaziabad. Jednak tego dnia utworzono wytyczono nowy dystrykt Panchsheel Nagar, którego siedzibą zostało miasto Hapur.